# Alejandro Abascal
Alejandro Tomás Abascal García (conocido como Jan Abascal; Santander, 15 de julio de 1952) es un deportista español y dirigente deportivo que compitió en vela en la clase Flying Dutchman.
Participó en tres Juegos Olímpicos de Verano, obteniendo una medalla de oro en Moscú 1980 en la clase Flying Dutchman (junto con Miguel Noguer), el séptimo lugar en Montreal 1976 y el undécimo en Los Ángeles 1984, en la misma clase.
Ganó dos medallas en el Campeonato Mundial de Flying Dutchman, plata en 1979 y bronce en 1978.

## Trayectoria
Fue campeón de España juvenil de la clase Snipe en 1971 y campeón del mundo de Vaurien en 1974.
Su primera participación olímpica fue en Montreal 1976, donde quedó séptimo en la clase Flying Dutchman. En las regatas de los Juegos Olímpicos de 1980, disputadas en Tallin, en aguas del mar Báltico, consiguió la medalla de oro en la clase Flying Dutchman al lado de Miguel Noguer. Obtuvieron en las primeras seis regatas tres primeros puestos, uno segundo y dos cuartos; de esa manera no disputaron la última manga porque ya eran campeones con 19 puntos netos, quedando finalmente por delante del bote irlandés (30 puntos) y del húngaro (45,7 puntos). En los Juegos de Los Ángeles 1984 fue el abanderado de España en la ceremonia de apertura, y participó nuevamente en el Flying Dutchman con Noguer, pero no pudieron defender el título ya que terminaron en la undécima posición.
En 1994 fue condecorada con la Medalla de oro de la Real Orden del Mérito Deportivo. Es licenciado en Ciencias Físicas por la Universidad de Cantabria. Entre 1996 y 2015 fue director deportivo de la Real Federación Española de Vela y del Centro Especializado de Alto Rendimiento de Vela "Príncipe Felipe". En octubre de 2015 pasó a ser el encargado de la formación técnica del Equipo Olímpico Español de Vela.

## Palmarés internacional
| Juegos Olímpicos   | Juegos Olímpicos           | Juegos Olímpicos  | Juegos Olímpicos |
| Año                | Lugar                      | Medalla           | Clase            |
| ------------------ | -------------------------- | ----------------- | ---------------- |
| 1980               | Moscú (URSS)               | Medalla de oro    | Flying Dutchman  |
| Campeonato Mundial |                            |                   |                  |
| Año                | Lugar                      | Medalla           | Clase            |
| 1978               | Isla Hayling (Reino Unido) | Medalla de bronce | Flying Dutchman  |
| 1979               | Kiel (RFA)                 | Medalla de plata  | Flying Dutchman  |